# David Saltzberg
David Saltzberg (* 1967) ist ein US-amerikanischer Astrophysiker. Er lehrt als Professor für Physik und Astronomie an der University of California, Los Angeles (UCLA).
Von 2007 bis 2019 war Saltzberg wissenschaftlicher Berater für die CBS-Sitcom The Big Bang Theory. Er war ebenfalls Berater der Fernsehserien Young Sheldon, Manhattan und The Leftovers.

## Wissenschaftliche Laufbahn
Saltzberg erhielt 1989 an der Universität Princeton, wo er am Princeton Cyclotron arbeitete, den Bachelor-Grad und 1994 an der Universität Chicago den Ph.D. Nach einem Aufenthalt als Post Doc am CERN in Genf wechselte er 1997 an die University of California in Los Angeles, wo er seitdem Physik und Astronomie unterrichtet.
Seine Forschungsgebiete an der UCLA sind Radio Detection of Cosmic Neutrinos und High-Energy Collider Physics (=Physik mit höchstenergetischen Teilchenbeschleunigern).

## Auszeichnungen
Saltzberg gewann während der Zeit als Assistenzprofessor die Sloan Research Fellowship, den National Science Foundation Career Award und den Department of Energy Outstanding Junior Investigator Award.
Der Asteroid 8628 Davidsaltzberg wurde nach ihm benannt.

## „The Big Bang-Theory“

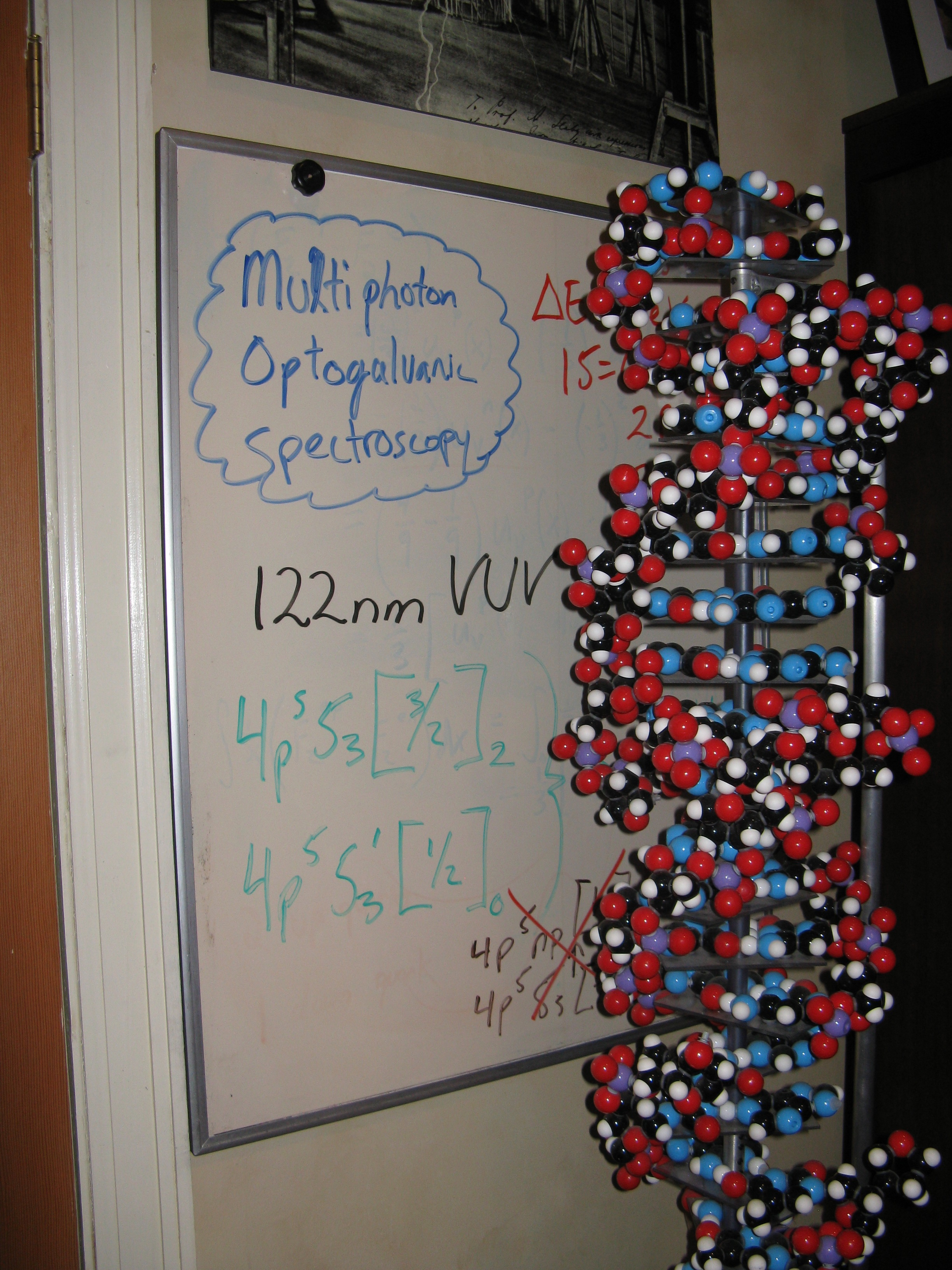
Whiteboard in Sheldon Coopers Appartement

Schon in der Vorbereitungsphase der Serie, die in den USA 2007 erstmals ausgestrahlt wurde, zog CBS David Saltzberg als Berater hinzu. Zu seinen Aufgaben gehört das Lesen der Drehbücher, in denen er überprüft, ob alles, was physikalische Phänomene betrifft – auch beiläufig hingeworfene Bemerkungen der Akteure – einer wissenschaftlichen Überprüfung standhält. Er war bei jedem Dreh anwesend und beriet gelegentlich die Schauspieler in der Diktion ihrer Texte.
Bei Themen, die nicht in seinen eigenen Fachbereich fallen, konsultiert er im Vorfeld Fachkollegen an Universitäten, die überprüfen, ob die Inhalte korrekt sind, bzw. Auskunft geben, wie Fachbegriffe und Autorennamen korrekt ausgesprochen werden. Im Bereich der Bio- und Neurowissenschaften wird er von Mayim Bialik unterstützt, die promovierte Neurowissenschaftlerin ist.
Eine seiner Hauptaufgaben ist das Beschriften der Whiteboards in Sheldons Wohnung mit mathematischen und physikalischen Formeln, für die er unterschiedliche Quellen benutzt. In der Folge mailten ihm Kollegen ihre neusten Ergebnisse und schlugen ihm Formeln für die Whiteboards vor.
2016 zeichnete die Young Academy of Sweden David Saltzberg, Steve Molaro, Bill Prady und Chuck Lorre für ‘The Big Bang Theory’ mit dem Torsten Wiesel Midnight Sun Award for Distinguished Achievement in Promoting Science aus.

## Zitate
„Wenn man eine Dialogszene im Fernsehen sieht, dann wirkt das so simpel, und man bemerkt nicht, dass Dutzende Profis im Hintergrund arbeiten, um das hinzukriegen. Eine Vorlesung dagegen ist eine simple Performance. Da wird man ein bisschen bescheidener.“

„Eine comedy zu produzieren unterscheidet sich nicht wirklich von einem naturwissenschaftlichen Experiment: Am Ende des Tages funktioniert es oder nicht.“

„Meine wissenschaftlichen Veröffentlichungen lesen höchstens ein Dutzend Leute, aber Big Bang Theory schauen alleine in den USA 20 Millionen an. Das hat mehr Auswirkungen als alles andere, was ich jemals anpacken werde.“